# Międzynarodowy Dzień Słońca
Międzynarodowy Dzień Słońca, właśc. Międzynarodowy Dzień Słońca i Ziemi, ang. Sun-Earth Day – święto obchodzone co roku w marcu, w okolicy równonocy wiosennej, głównie w USA. Zostało ustanowione w 2000 roku przez NASA i Europejską Agencję Kosmiczną (ESA). Ma na celu upowszechnianie wiedzy o Słońcu, jego wpływie na Ziemię, jego jonosferę i magnetosferę.
Obchody „Dnia Słońca” są kulminacją trwających przez cały rok programów oraz wydarzeń organizowanych i wspomaganych przez NASA oraz ESA.
Międzynarodowy dzień Słońca obchodzony jest również w Polsce, która za sprawą naukowców ma zarówno tradycje, jak i osiągnięcia w dziedzinie badań heliofizycznych.
W 2008 główne obchody odbyły się 18 marca, w 2010 były obchodzone 20 marca w USA.